# Чемпіонат світу з трекових велоперегонів 2016 — гонка за очками (жінки)
Гонка за очками серед жінок на Чемпіонаті світу з трекових велоперегонів 2016 відбулась 5 березня. Катаржина Павловська з Польщі виграла золоту медаль.

## Результати
Спортсменки здолали 100 кіл (25 км) з 10 спринтами.
| Місце | Ім'я                 | Країна          | Очки за спринт | Очки за коло | Загалом очок |
| ----- | -------------------- | --------------- | -------------- | ------------ | ------------ |
| 1     | Катаржина Павловська | Польща          | 15             | 0            | 15           |
| 2     | Джасмін Глессер      | Канада          | 14             | 0            | 14           |
| 3     | Арленіс Сьєрра       | Куба            | 14             | 0            | 14           |
| 4     | Джорджія Бейкер      | Австралія       | 13             | 0            | 13           |
| 5     | Емілі Нелсон         | Велика Британія | 8              | 0            | 8            |
| 6     | Стефані Поль         | Німеччина       | 7              | 0            | 7            |
| 7     | Кімберлі Ґейст       | США             | 6              | 0            | 6            |
| 8     | Гульназ Бадикова     | Росія           | 5              | 0            | 5            |
| 9     | Ярміла Махачова      | Чехія           | 5              | 0            | 5            |
| 10    | Іна Савенко          | Білорусь        | 5              | 0            | 5            |
| 11    | Елена Чеккіні        | Італія          | 4              | 0            | 4            |
| 12    | Лотте Копецкі        | Бельгія         | 2              | 0            | 2            |
| 13    | Мінамі Увано         | Японія          | 2              | 0            | 2            |
| 14    | Ганна Соловей        | Україна         | 1              | 0            | 1            |
| 15    | Еліз Дельзенн        | Франція         | 1              | 0            | 1            |
| 16    | Альжбета Павлендова  | Словаччина      | 0              | 0            | 0            |
| 17    | Ірене Усабіага       | Іспанія         | 0              | 0            | 0            |
| 18    | Пан Яо               | Гонконг         | 0              | 0            | 0            |
| 19    | Керолайн Раян        | Ірландія        | 0              | 0            | 0            |
| 20    | Аушріне Требайте     | Литва           | 8              | −20          | −12          |